# 남조 (왕국)

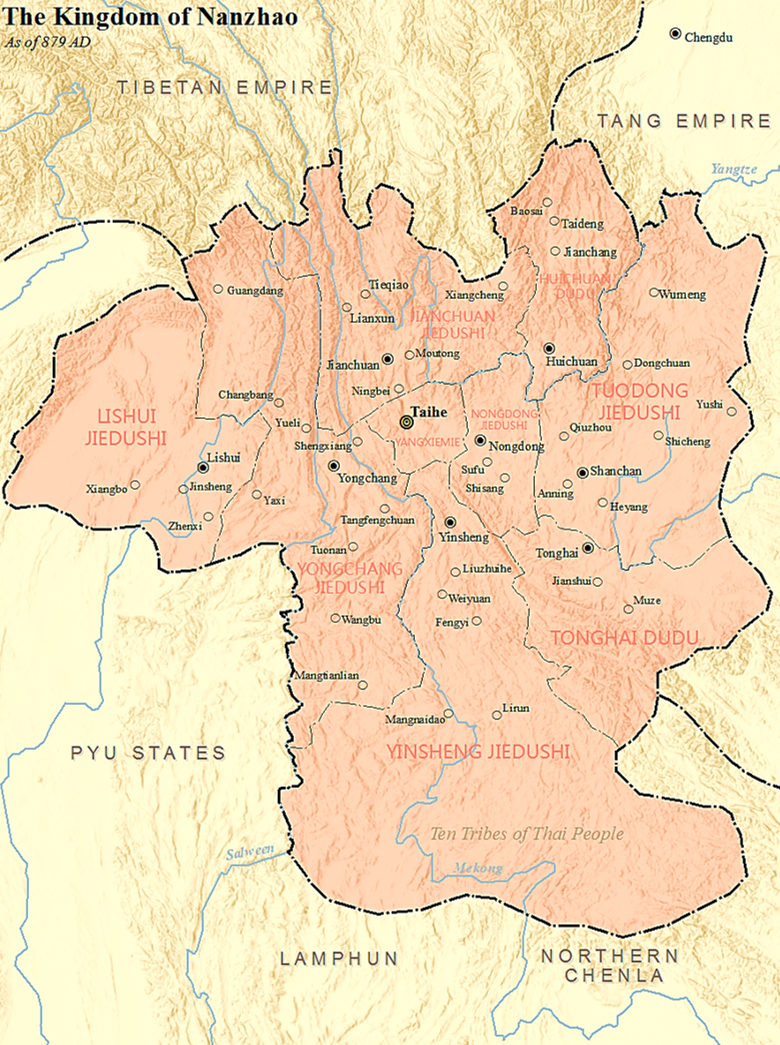
남조

남조(南詔, 653년 ~ 902년)는 중국 당나라 때 이족과 바이족이 지금의 윈난성(雲南) 지방에 세운 왕국이다. 조(詔)란 왕(王)의 뜻이다.
당시 쓰촨성(四川省)의 서부 끝자락에서 윈난성에 이르는 지역에는 몽수(蒙嶲)·월석(越析)·시랑(施浪)·등섬(邆賧)·낭궁(浪穹)·몽사(蒙舍) 등의 육조국(六詔國)이 세력을 다투고 있었는데, 그중 몽사조(蒙舍詔)가 가장 남쪽에 위치하였기 때문에 남조(南詔)라고 한다.

## 역사
618년 티베트고원에서 토번이 건국되자 티베트고원 동남부에 살던 이족과 바이족이 윈난성으로 이주하였다.
윈난성으로 이주한 후 30여년 후인 648년 작은 소국을 건국하였고 5년후인 653년 당(唐)의 정관(貞觀) 연간에는 남조가 대몽국(大蒙國)이라 칭하여, 당나라에 조공(朝貢)하였다. 그 후 대몽(大蒙)은 당나라의 지원으로 세력을 크게 확장하더니 50년 후인 720년 무렵부터 피라각(皮羅閣)을 포함한 다른 5조국(詔國)을 병합하여 738년, 6조(詔)의 통일에 성공한 후 대리(大理)에 도읍하였고 이 지방에 세력을 키워오던 토번 세력을 격퇴시켰다.
그러나 토번의 이간질로 인해 당나라와 불화(不和)가 생겨서 한때는 당나라의 토벌(討伐)을 받았으나, 안사의 난 이후 당의 운남 경략(經略)이 주춤한 틈을 타서 남조는 도리어 사천(四川)까지도 세력을 뻗쳤다. 특히 9세기 초반에 이모심(異牟尋)이 남조를 다스릴 때는 토번의 잔족 세력와 결속해서 당나라를 침공(侵攻)하기도 하여 남조의 전성기를 이루었다. 그러나 이모심은 티베트의 고압적인 태도에 불만을 품고 당에 귀순하였다. 이모심의 사후 직후 남조는 최전성기에 도달해서 9세기 중엽에는 현 미얀마 지역에 있던 도시국가인 퓨국을 급습해 퓨국을 폐허로 만들어서 무인지대로 방치하기도 했다.
하지만 9세기 중후반에는 당과 남조 사이는 불화가 계속되어 당말의 혼란기에는 국가가 유명무실화되었다. 당말의 혼란기인 902년 한인(漢人) 정매사(鄭買嗣)가 왕위를 찬탈(簒奪)하여 남조를 멸망시키고 대장화를 세웠다.

## 역대 군주
아래는 남조 왕조의 군주들이다. 남조에서는 부친(父親) 이름의 끝 자(字)를 아들 이름의 첫 자에 붙이는 독특한 부자연명(父子連名)의 형식이 있었다.
| 대수           | 묘호           | 시호                | 휘             | 재위 기간      | 연호                                                                                | 기타           |
| 몽사조(蒙舍詔) | 몽사조(蒙舍詔) | 몽사조(蒙舍詔)      | 몽사조(蒙舍詔) | 몽사조(蒙舍詔) | 몽사조(蒙舍詔)                                                                      | 몽사조(蒙舍詔) |
| -------------- | -------------- | ------------------- | -------------- | -------------- | ----------------------------------------------------------------------------------- | -------------- |
| 제1대          | 고조(高祖)     | 기가왕(奇嘉王)      | 세노라(細奴羅) | 653년 ~ 674년  |                                                                                     |                |
| 제2대          | 세종(世宗)     | 흥종왕(興宗王)      | 라성염(羅盛炎) | 674년 ~ 712년  |                                                                                     |                |
| 제3대          | -              | -                   | 염각(炎閣)     | 712년          |                                                                                     |                |
| 제4대          | 태종(太宗)     | 위성왕(威成王)      | 성라피(盛羅皮) | 712년 ~ 728년  |                                                                                     |                |
| 남조(南詔)     |                |                     |                |                |                                                                                     |                |
| 제5대          |                | 귀의왕(歸義王)      | 피라각(皮羅閤) | 728년 ~ 748년  |                                                                                     |                |
| 제6대          |                | 신무왕(神武王)      | 각라봉(閣羅鳳) | 748년 ~ 779년  | 찬보종(贊普鐘) 752년 ~ 768년 장수(長壽) 769년 ~ 779년                               |                |
| (추존)         |                | 도혜왕(悼惠王)      | 봉가이(鳳伽異) | (추존)         |                                                                                     | 추존왕.        |
| 제7대          |                | 효항왕(孝恆王)      | 이모심(異牟尋) | 779년 ~ 808년  | 견룡(見龍) 780년 ~ 783년 상원(上元) 784년 ~ 808년                                   |                |
| 제8대          |                | 효혜왕(孝惠王)      | 심합권(尋閤勸) | 808년 ~ 809년  | 응도(應道) 809년                                                                    |                |
| 제9대          |                | 유왕(幽王)          | 권룡성(勸龍晟) | 809년 ~ 816년  | 용흥(龍興) 810년 ~ 816년                                                            |                |
| 제10대         |                | 정왕(靖王)          | 권리성(勸利晟) | 816년 ~ 823년  | 전의(全義) 816년 ~ 819년 대풍(大豊) 820년 ~ 823년                                   |                |
| 제11대         |                | 소성왕(昭成王)      | 권풍우(勸豊祐) | 823년 ~ 859년  | 보화(保和) 824년 ~ 839년 천계(天啓) 840년 ~ 859년                                   |                |
| 대예(大禮)     |                |                     |                |                |                                                                                     |                |
| 제12대         |                | 경장황제 (景莊皇帝) | 세륭(世隆)     | 859년 ~ 877년  | 건극(建極) 860년 ~ 877년                                                            | 1대 황제       |
| 대봉민(大封民) |                |                     |                |                |                                                                                     |                |
| 제13대         |                | 무선황제 (武宣皇帝) | 융순(隆舜)     | 877년 ~ 897년  | 정명(貞明) 878년 ~ ? 승지(承智) ? ~ ? 대동(大同) ? ~ 888년 차야(嵯耶) 889년 ~ 897년 | 2대 황제       |
| 제14대         |                | 효애황제 (孝哀皇帝) | 순화정(舜化貞) | 897년 ~ 902년  | 중흥(中興) 897년 ~ 902년                                                            | 3대 황제       |

## 같이 보기
- 티베트
- 대리국
- 당나라